# لاري كوستيلو
لاري كوستيلو (بالإنجليزية: Larry Costello) مواليد 2 يوليو 1931 في مينوا - الوفاة 13 ديسمبر 2001، كان لاعب كرة سلة أمريكي تحول إلى التدريب بعد الاعتزال بدأ مسيرته الاحترافية في سنة 1954 وحمل الرقم 5 و18 و15 و6 و21. بلغ طوله 6 قدم 1 بوصة (1.9 م). اعتزل اللعب في 1968.

## فرق لعب لها
- غولدن ستايت ووريورز
- فيلادلفيا سفنتي سيكسرز

## روابط خارجية
- لاري كوستيلو على موقع إن بي أي (الإنجليزية)
- لاري كوستيلو على موقع سبورتس رفرنس (الإنجليزية)
- لاري كوستيلو على موقع كلية كرة السلة في سبورتس رفرنس.كوم (الإنجليزية)
- لاري كوستيلو على موقع ريلجم (الإنجليزية)
- لاري كوستيلو على موقع بروبوليرز (الإنجليزية)
- لاري كوستيلو على موقع سبورتس رفرنس (الإنجليزية)
- لاري كوستيلو على موقع سبورتس رفرنس (الإنجليزية)
- لاري كوستيلو على موقع كلية كرة السلة في سبورتس رفرنس.كوم (الإنجليزية)